# Faktisk.no
Faktisk.no («Насправді.ні») — це норвезький веб-сайт перевірки фактів, створений завдяки співпраці великих медіа-компаній Норвегії, включаючи державну телерадіокомпанію NRK, медіа-конгломерат Schibsted (якому також належать норвезькі щоденні газета Verdens Gang і Aftenposten) і ліберальна газета Dagbladet . Faktisk.no є частиною Міжнародної мережі перевірки фактів. Сайт засновано у 2017 році. Головним редактором був Крістоффер Егеберг до червня 2023 року. У 2018 році компанія оголосила про партнерство з Facebook для перевірки фактів, викладених на платформі.
Егеберг, головний редактор з моменту заснування, оголосив про свою негайну відставку в червні 2023 року, щоб обійняти посаду в норвезькій поліційній службі безпеки (норв. Politiets sikkerhetstjeneste, PST).